# Camilafcă

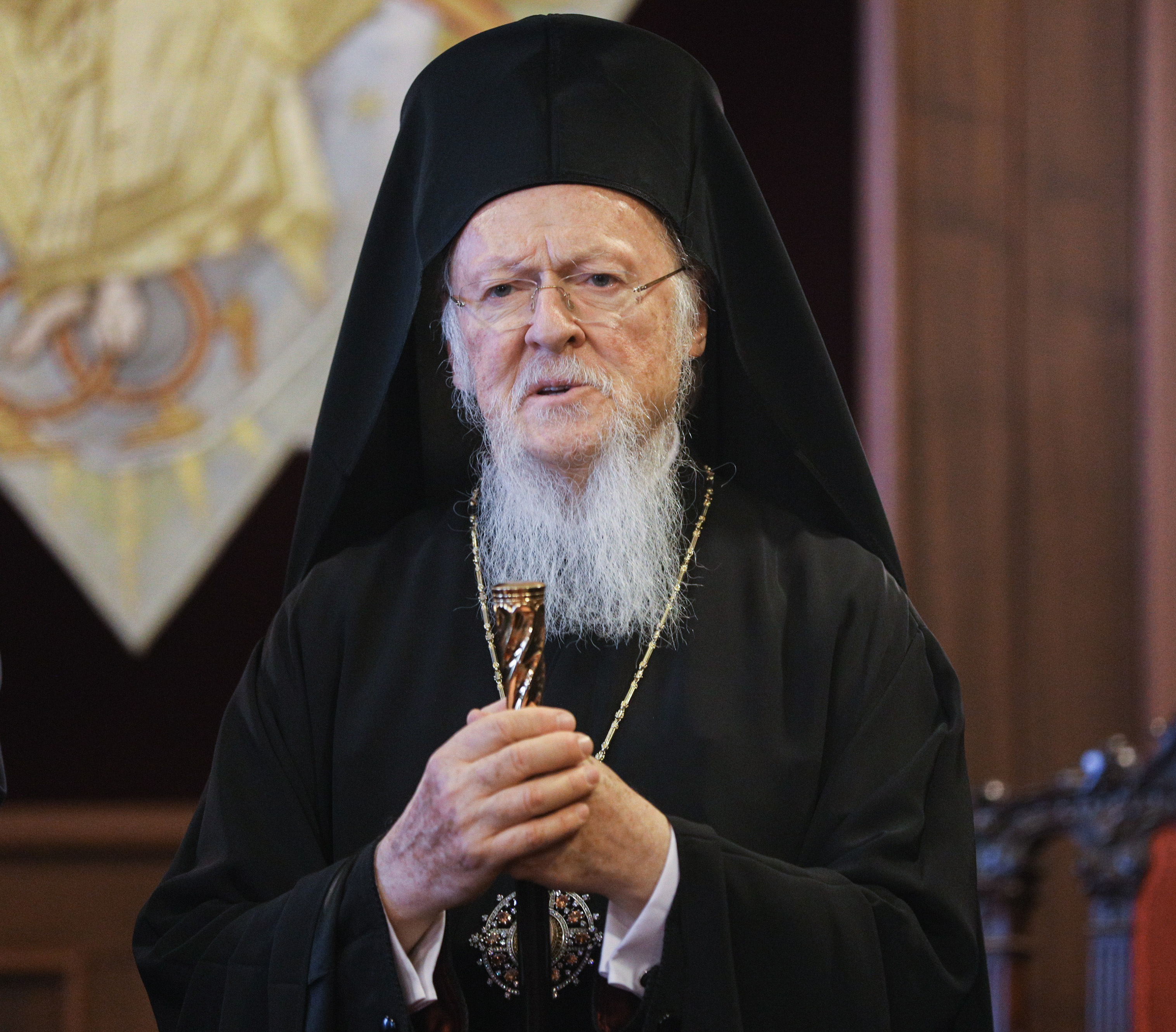
Patriarhul Bartolomeu I al Constantinopolului purtând o camilafcă neagră

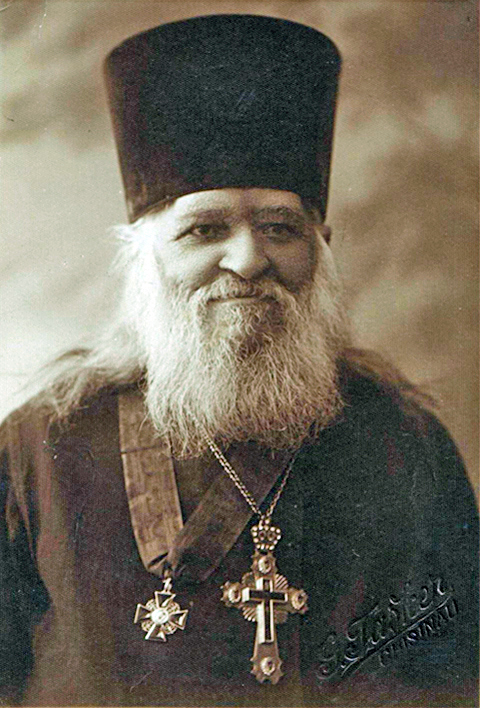
Preotul și lingvistul basarabean găgăuz Mihail Ciachir portând o camilafcă de stil rusesc

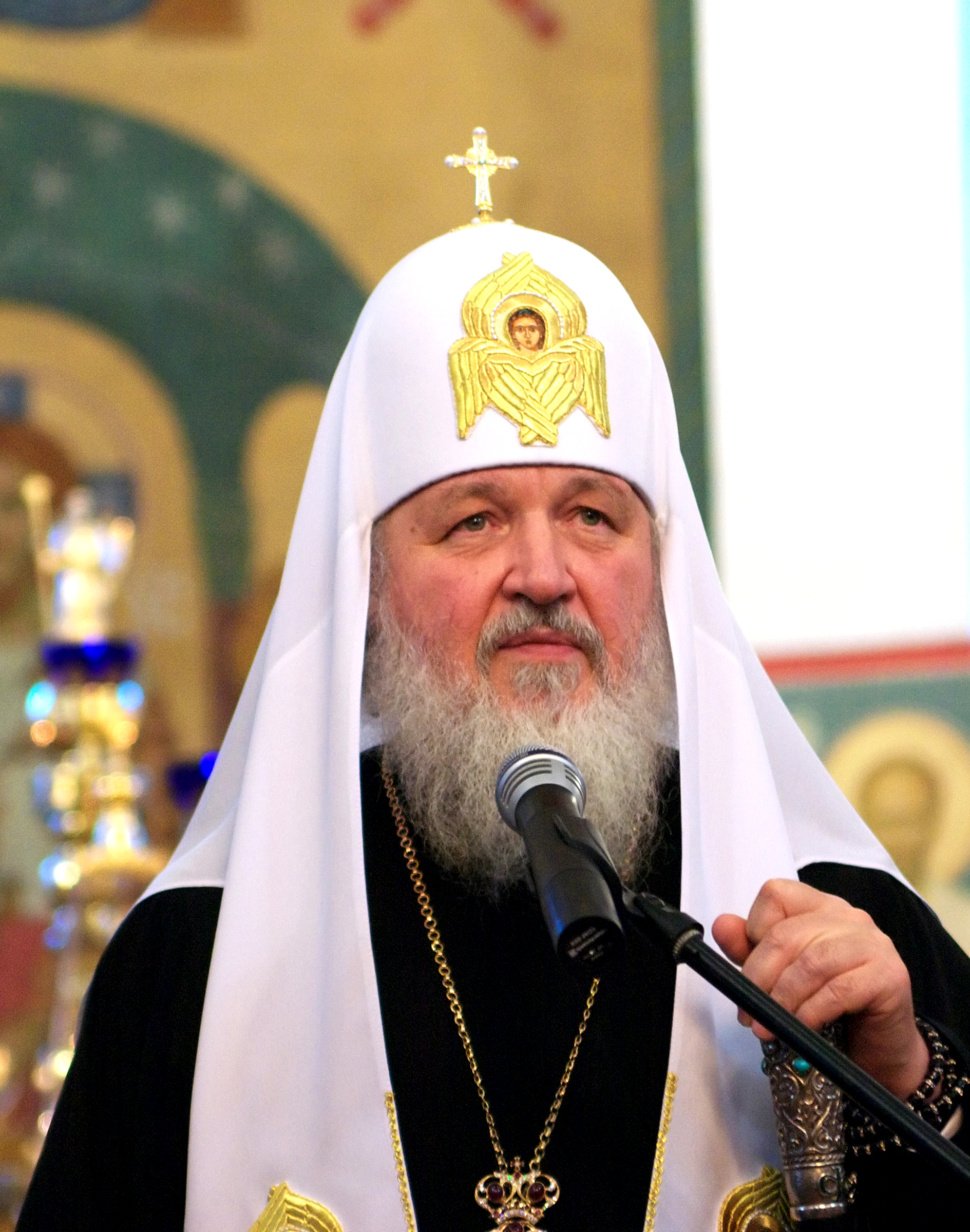
Patriarhul Chiril I al Moscovei purtând un „klobuk” alb de stil rusesc

Camilafca este un potcap acoperit cu un văl care atârnă pe spate, purtat de călugării ortodocși și greco-catolici.

## Etimologie
Etimologia cuvântului provine din slavona veche камιлаϐка, iar originea mai îndepărtată este grecească, dar discutată. O ipoteză, prin analogie cu etimologia scufiei preoțior catolici de rit roman, „camaura”, în italiană „cameluccio” care se trage din latina camelacium, este că ar proveni din limba greacă καμιλαύκιον - camilavchion însemnând „din cămilă”, și că ar fi apărut la preoții și călugării egipteni și palestinieni din primele veacuri ale creștinătății, fiind inițial țesută din păr de cămilă (în grecește κάμηλος, kamilos). Altă ipoteză este că s-ar trage tot din limba greacă καλυμμαύχιον sau καλυμαύχι - kalymmavchi însemnând „bine umbroasă”, ipoteză care se bazează pe denumirea alternativă de skiadion (din limba greacă σκιά, umbra). În tradiția rusă, camilafca (potcapul) acoperită de culion, poartă denumirea de „klobuk”.
Cuvântul „culion” provine din limba greacă κουκουλιον în care a intrat din limba latină „cucullo” însemnând „acoperământ”.

## Descriere
Camilafca poate fi de culoare neagră, purtată de călugării obișnuiți, sau albă, purtată de patriarhii Bisericii Ortodoxe Române, Sârbe și Bulgare, de mitropoliții Bisericii Ortodoxe Ruse și Bisericii Ucrainene, de mitropolitul Varșoviei și al întregii Polonii, de mitropolitul Cehiei și Slovaciei, de mitropolitul Bisericii Ortodoxe din America, de mitropolitul Basarabiei, de arhiepiscopul Careliei și al întregii Finlande. Camilafca nu are un rol liturgic în sens strict. Canonic, călugării de tradiție bizantină trebuie să stea tot timpul cu capul acoperit, iar la anumite momente trebuie să-și scoată camilafca.
Camilafca (potcapul de sub culion) poate fi clasificat și după stil:
- de stil rusesc obișnuit: înalt, conic (cu baza în partea de sus) și fără boruri;
- de stil rusesc patriarhal: conic (formând o boltă în partea de sus) și fără boruri;
- de stil grecesc: mai jos, cilindric, are boruri și un mic vârf în centrul părții de sus.

Existau odinioară și potcapuri profane, din pâslă în general neagră, de formă sferocilindrică, purtate de boieri când se întruneau în sfatul domnesc.